# Deus É Glorioso
Deus é Glorioso é o décimo segundo álbum de estúdio do grupo cristão Santa Geração, liderado por Antônio Cirilo, sendo o décimo sétimo de toda a sua discografia. Sendo a estreia de Cirilo pela Graça Music, foi produzido por Ruben di Souza e contou com a participação de Júlia Ribas e de familiares do cantor. O projeto gráfico foi desenhado e produzido pela Imaginar Design. Vendeu mais de quarenta mil cópias.

## Faixas
| N.º            | Título                          | Compositor(es) | Duração |  |
| 1.             | "Eu Te Buscarei"                | Antônio Cirilo | 5:59    |  |
| 2.             | "Jesus, Fonte de Vida"          | Antônio Cirilo | 5:28    |  |
| 3.             | "O Cálice e o Pão"              | Antônio Cirilo | 6:00    |  |
| 4.             | "Deus é Glorioso"               | Antônio Cirilo | 4:37    |  |
| 5.             | "Vem neste Lugar"               | Antônio Cirilo | 7:37    |  |
| 6.             | "Não Há Nada Maior"             | Antônio Cirilo | 8:13    |  |
| 7.             | "Glória, Estamos Diante de Ti!" | Antônio Cirilo | 7:40    |  |
| 8.             | "Meu Louvor"                    | Antônio Cirilo | 9:03    |  |
| 9.             | "Kadosh"                        | Antônio Cirilo | 4:49    |  |
| 10.            | "Momento de Oração"             | Antônio Cirilo | 3:54    |  |
| 11.            | "Lava o Meu Interior"           | Antônio Cirilo | 4:34    |  |
| 12.            | "Apocalipse XIX"                | Antônio Cirilo | 5:34    |  |
| Duração total: | Duração total:                  | Duração total: | 73:35   |  |